# 클로이 세비니
클로이 세비니(Chloë Sevigny, 영어 발음: /ˈsɛvəni/, 1974년 11월 18일 ~ )는 미국의 배우, 모델, 패션 디자이너이다. 《소년은 울지 않는다》(1999)로 2000년 제72회 아카데미상과 제57회 골든 글로브상 여우조연상 후보에 동시에 올랐으며 제4회 새틀라이트상 여우조연상을 수상했다. 텔레비전 분야에서는 《빅 러브》(2006-11)로 2010년 제67회 골든 글로브상 드라마‧미니시리즈‧TV 영화 부문 여우조연상을 받았다.

## 어린 시절
세비니는 매사추세츠주 스프링필드에서 태어났으며, 코네티컷주 대리엔에서 자랐다. 고등학교는 대리엔 고등학교를 다녔다. 어머니는 폴란드계 미국인이며, 아버지는 프랑스계 캐나다인이다.

## 출연 작품

### 영화
- 키즈 (1995)
- 구모 (1997)
- 팔메토 (1998)
- 소년은 울지 않는다 (1999)
- 아메리칸 사이코 (2000)
- 텐 미니츠 - 첼로 (2002)
- 파티 몬스터 (2003)
- 도그빌 (2003)
- 브라운 버니 (2003)
- 섀터드 글래스 (2003)
- 멜린다 앤 멜린다 (2004)
- 만덜레이 (2005)
- 브로큰 플라워 (2005)
- 3개의 주사기 (2005)
- 조디악 (2007)
- 더 킬링 룸 (2009, The Killing Room)
- All Flowers in Time (2010) - 단편
- 러브레이스 (2013)
- 리틀 액시던트 (2014) - 켄드라 역
- 일렉트릭 슬라이드 (2014)
- #호러(영어판) (2015)
- Black Dog, Red Dog (2015) - 알리 역
- 레이디 수잔 (2016)
- Antibirth (2016)
- 베아트리스 앳 디너 (2017)
- 더 디너 (2017)
- 린 온 피트 (2017) - 보니 역
- 스노우맨 (2017) - 실비아 오테르센 역
- 골든 엑시트 (2017, Golden Exits)
- Carmen (2017) - 단편 (각본, 연출, 미출연)
- 리지 (2018)
- 데드 돈 다이 (2019) - 민디 모리슨 역
- 늑대소년의 모험 (2019, The True Adventures of Wolfboy)
- 퀸 앤 슬림 (2019)
- 본즈 & 올 (2022) - 저넬 컨스 역
- 애프터 더 헌트 (미정) - 킴 역

### 텔레비전
- 윌 앤 그레이스 (2004)
- 빅 러브 (2006-11)
- 루폴의 드래그 레이스 (2011) - 본인
- 로앤오더: 성범죄 전담반 (2012)
- 루이 (2012)
- 아메리칸 호러 스토리: 정신병자 수용소 (2012)
- 포틀랜디아 (2013)
- 민디 프로젝트 (2013)
- 도즈 후 킬 (2014, Those Who Kill)
- 블러드라인 (2015-17)
- 아메리칸 호러 스토리: 호텔 (2012)
- 러시아 인형처럼 (2019-현재)
- 디 액트 (2019)
- 위 아 후 위 아 (2020)
- 포커 페이스 (2023)